# Янг, Сайрус
Сайрус Янг (23 июля 1928, Модесто, Калифорния — 6 декабря 2017, Модесто, Калифорния) — американский легкоатлет (метание копья), чемпион летних Олимпийских игр 1952 года в Хельсинки, олимпийский рекордсмен.

## Биография
В детстве Янг страдал астмой. Он немного упражнялся с копьём в младшем колледже Модесто, где проучился два года. Это увлечение стало серьёзным после его поступления в Калифорнийский университет в Лос-Анджелесе в 1948 году. В 1950 году он занял второе место после Бада Хелда на чемпионате Национальной ассоциации студенческого спорта (NCAA).
Янг окончил Калифорнийский университет в 1951 году. В 1952 году он установил новый рекорд США — 78,13 метра.
На Олимпиаде в Хельсинки Янг стал олимпийским чемпионом (73,78 м — олимпийский рекорд), опередив американца Билла Миллера (72,46 м) и бронзового призёра Тойво Хюутияйнена (71,89 м).
В апреле 1956 года Янг сделал лучший бросок в своей карьере — 79,16 м. Позже в этом сезоне он выиграл свой единственный чемпионат Ассоциации американских университетов (AAU).
За несколько месяцев до Олимпиады в Мельбурне польский чемпион Европы 1954 года Януш Сидло поднял мировой рекорд до 83,66 м. Тем не менее, Янг отправился в Мельбурн в качестве одного из фаворитов. За три дня до соревнований он повредил лодыжку.
26 ноября 1956 года состоялись квалификационные соревнования, в которых участвовал 21 метатель из 12 стран. Квалификационный норматив составлял 66 метров. Янг пробился в финал, но смог его лучший бросок составил только 68,64 м, что позволило ему занять лишь 11-е место.
Он скончался в возрасте 89 лет из-за осложнений, вызванных сосудистой деменцией.

## Почести и награды
Янг был назван Спортсменом года Южной Калифорнии в 1952 году, в конкурсе, в котором участвовали и профессиональные спортсмены региона. Он не добрал одного голоса, необходимого, чтобы получить Приз Джеймса Салливана.
Янг был введён в Зал славы лёгкой атлетики Калифорнийского университета в Лос-Анджелесе в 1998 году. Он также был введён в Зал славы колледжа Модесто.